# Malina (řeka)
Malina je kanalizovaná řeka na Záhoří, protéká územím okresu Malacky. Je to levostranný přítok Moravy, má délku 47 km a je tokem III. řádu. Při ploše povodí 516,6 km² má průtok v ústí průměrně 1,8 m³ / s.
Pramení v Malých Karpatech, v podcelku Pezinské Karpaty, pod vrchem Tri kopce (661,8 m) v nadmořské výšce kolem 610 m n. m.
Zpočátku teče na severozápad, vytváří Modranskou dolinu a obrací se na západ. Vstupuje do Borské nížiny, napájí vodní nádrž Kuchyňa a protéká obcí Kuchyňa ve dvou oddělených rovnoběžných korytech. Za obcí se spojuje opět do jednoho koryta a teče na krátkém úseku na severozápad.
Poté vstupuje na území VVP Záhoří, zprava přibírá Cabada jarok, napájí Třetí rybník, do kterého z jihu ústí Pernecká Malina s přítokem Kuchyňská Malina. Vzápětí napájí i Čtvrtý rybník a obloukem se stáčí na jihozápad. Opouští území VVP a protéká přes Malacky, dále přibírá zleva Balážovský potok, zprava Ježovku a zleva Tančibocký potok. V oblasti soutoku s těmito třemi přítoky jsou vybudovány Jakubovské rybníky.
Dále teče západním směrem podél obci Jakubov a prudce se stáčí na jih, po chvíli na jihovýchod a teče souběžně se Zohorským kanálem na pravém břehu. Obloukem se stáčí na východ, přibírá zleva Močiarku) a opět teče na jih. Z levé strany přibírá Suchý potok nedaleko obce Láb, protéká okrajem obce Zohor, zleva přibírá Zohorský potok, zprava druhé rameno Močiarky, následně zleva Stupavský potok a v oblasti Devínského jezera ústí do Moravy.